# Eptatretus alastairi
Eptatretus alastairi är en ryggsträngsdjursart som beskrevs av Mincarone och Bo Fernholm 20. Eptatretus alastairi ingår i släktet Eptatretus och familjen pirålar. IUCN kategoriserar arten globalt som livskraftig. Inga underarter finns listade i Catalogue of Life.